# Vitalij Proškin
Vitalij Vasil'evič Proškin (in russo Виталий Васильевич Прошкин?; Ėlektrostal', 8 maggio 1976) è un ex hockeista su ghiaccio russo.

## Palmarès

### Mondiali
- 2 medaglie:
  - 2 ori (Canada 2008; Svizzera 2009)
  - 2 bronzi (Austria 2005; Russia 2007)